# مشتق کل
در حساب دیفرانسیل و انتگرال، عبارت مشتق کل یا مشتق تام یا مشتق کامل برای چند مفهوم مختلف به‌کار می‌رود:

مشتق کل یک تابع {\displaystyle f} با چندین متغیر، برای نمونه {\displaystyle t}، {\displaystyle x}، {\displaystyle y} و... نسبت به یکی از متغیرهایش مانند {\displaystyle t} با مشتق پاره‌ای آن ({\displaystyle \partial }) نسبت به آن متغیر متفاوت است. برای محاسبهٔ مشتق کل یک تابع {\displaystyle f} نسبت به {\displaystyle t}، فرض نمی‌شود که متغیرهای دیگر ثابت‌اند در حالی‌که {\displaystyle t} تغییر می‌کند. در عوض، اجازه داده می‌شود که متغیرهای دیگر هم به {\displaystyle t} وابسته باشد. مشتق کل، این وابستگی‌های غیرمستقیم را هم در نظر می‌گیرد تا نشان‌دهندهٔ وابستگی کلی تابع {\displaystyle f} نسبت به {\displaystyle t} باشد. برای مثال، مشتق کل {\displaystyle f(t,x,y)} نسبت به {\displaystyle t} به‌صورت زیر محاسبه می‌شود:
{\displaystyle {\frac {\operatorname {d} f}{\operatorname {d} t}}={\frac {\partial f}{\partial t}}{\frac {\operatorname {d} t}{\operatorname {d} t}}+{\frac {\partial f}{\partial x}}{\frac {\operatorname {d} x}{\operatorname {d} t}}+{\frac {\partial f}{\partial y}}{\frac {\operatorname {d} y}{\operatorname {d} t}}.}
که به‌صورت زیر ساده می‌شود:
{\displaystyle {\frac {\operatorname {d} f}{\operatorname {d} t}}={\frac {\partial f}{\partial t}}+{\frac {\partial f}{\partial x}}{\frac {\operatorname {d} x}{\operatorname {d} t}}+{\frac {\partial f}{\partial y}}{\frac {\operatorname {d} y}{\operatorname {d} t}}.}
با ضرب‌کردن رابطهٔ بالا در دیفرانسیل {\displaystyle \operatorname {d} t}:
{\displaystyle {\operatorname {d} f}={\frac {\partial f}{\partial t}}\operatorname {d} t+{\frac {\partial f}{\partial x}}\operatorname {d} x+{\frac {\partial f}{\partial y}}\operatorname {d} y.}
نتیجه، تغییر جزئی {\displaystyle \operatorname {d} f} در مقدار تابع {\displaystyle f} خواهد بود. با توجه به اینکه تابع {\displaystyle f} به متغیر {\displaystyle t} وابسته است، بخشی از این تغییر ناشی از مشتق پاره‌ای {\displaystyle f} نسبت به {\displaystyle t} خواهد بود. با این حال، بخشی از این تغییر هم ناشی از مشتق‌های پاره‌ای تابع {\displaystyle f} نسبت به متغیرهای {\displaystyle x} و {\displaystyle y} خواهد بود.

مشتق کل می‌تواند به یک عملگر دیفرانسیلی مانند عملگر زیر اشاره کند:
{\displaystyle {\frac {\operatorname {d} }{\operatorname {d} x}}={\frac {\partial }{\partial x}}+\sum _{j=1}^{k}{\frac {\operatorname {d} y_{j}}{\operatorname {d} x}}{\frac {\partial }{\partial y_{j}}},}
که مشتق کل یک تابع را (در این مثال نسبت به {\displaystyle x}) محاسبه می‌کند.
- مشتق کل، می‌تواند به دیفرانسیل کامل {\displaystyle \operatorname {d} f} یک تابع، چه در زبان سنتی مقادیر جزئی و چه در زبان مدرن فرم‌های دیفرانسیلی اشاره کند.

یک دیفرانسیل به فرم
{\displaystyle \sum _{j=1}^{k}f_{j}(x_{1},\dots ,x_{k})\operatorname {d} {x_{j}}}
مشتق کل یا مشتق دقیق نامیده می‌شود اگر دیفرانسیل یک تابع باشد. این هم می‌تواند به صورت مقادیر جزئی یا با استفاده از فرم‌های دیفرانسیلی و مشتق خارجی تعبیر شود.

 مشتق کل به‌عنوان نام دیگر مشتق به عنوان یک نگاشت خطی به‌کار می‌رود. به‌عنوان مثال، اگر {\displaystyle f} یک تابع مشتق‌پذیر از {\displaystyle \mathbb {R} ^{n}} به {\displaystyle \mathbb {R} ^{m}} باشد، سپس مشتق کل {\displaystyle f} در {\displaystyle x\in \mathbb {R} ^{n}}، یک نگاشت خطی از {\displaystyle \mathbb {R} ^{n}} به {\displaystyle \mathbb {R} ^{m}} خواهد بود که ماتریس آن، ماتریس ژاکوبی {\displaystyle f} در {\displaystyle x} است.

 مشتق کل به‌عنوان مترادف گرادیان که مشتق یک تابع از {\displaystyle \mathbb {R} ^{n}} به {\displaystyle \mathbb {R} } است، به‌کار می‌رود.

 مشتق کل، گاهی اوقات به‌عنوان مترادف مشتق مادی ({\displaystyle {\frac {D\mathbf {u} }{Dt}}}) در مکانیک شاره‌ها به‌کار می‌رود.